# Polycarpon
Polycarpon es un género de plantas con flores, perteneciente a la familia Caryophyllaceae. Natural de Europa y las Islas Canarias. Comprende 40 especies descritas y de estas, solo 7 aceptadas.

## Descripción
Son plantas herbáceas caducas erectas ascendentes o decumbentes con hojas verticiladas, elípticas. Las flores son hermafroditas.  El fruto es una cápsula.

## Taxonomía
El género fue descrito por Loefl. ex L. y publicado en Systema Naturae, Editio Decima 2: 881, 859, 1360. 1759. La especie tipo es: Polycarpon tetraphyllum (L.) L.  
Etimología
Polycarpon: nombre genérico que procede del griego polys que significa "muchos" y karpos, que significa "frutos", haciendo referencia a una abundante fructificación.

## Especies aceptadas
A continuación se brinda un listado de las especies del género Polycarpon aceptadas hasta octubre de 2013, ordenadas alfabéticamente. Para cada una se indica el nombre binomial seguido del autor, abreviado según las convenciones y usos.
- Polycarpon apurense Kunth
- Polycarpon coquimbense Gereau & Martic.
- Polycarpon polycarpoides (Biv.) Zodda
- Polycarpon prostratum (Forssk.) Asch. & Schweinf.
- Polycarpon suffruticosum Griseb.
- Polycarpon tetraphyllum (L.) L.
- Polycarpon urbanianum Muschl.